# 丰禾镇
丰禾镇，是中華人民共和國四川省鄰水縣下辖的一个乡镇级行政单位。

## 沿革[2]
- 1985年8月，四川省人民政府批准，撤銷豐禾鄉人民政府，建立豐禾鎮人民政府。
- 2019年12月，撤销凉山乡和长滩乡，将所属行政区域划归丰禾镇管辖。[3]

## 行政区划
丰禾镇下辖以下地区：
東河社區、新華社區、興豐社區、正興社區、先進村、五童村、豐光村、福利村、雙廟子村、新橋壩村、吉安村、魚鱗灘村、復興村、多羅寺村、民主村、柏椏頭村、甘家村、石骨子村、曾家壩村、豐收村、勝利村、林果村、大梁子村、五華山村、泥漢坪村。